# 變形光面介
變形光面介（学名：Xestoleberis variegata）为光面介科光面介屬下的一个种。